# Fibigia spathulata
Fibigia spathulata är en korsblommig växtart som beskrevs av Boris Fedtjenko. Fibigia spathulata ingår i släktet Fibigia och familjen korsblommiga växter. Inga underarter finns listade i Catalogue of Life.